# Attis
Attis (altgriechisch Ἄττις Áttis, von phrygisch attis, „schöner Knabe“ und/oder attagus, „Bock“) ist in der griechischen und phrygischen Mythologie der Sohn der Flussnymphe Nana, den sie aus dem Samen eines Mandelbaumes empfing.
Aufgrund des phrygischen Ursprungs der Erzählungen über Attis und deren Übernahme in das griechische wie auch lydische Erzählungsgut gibt es mehrere Versionen seiner Geschichte – und eine Vorgeschichte:
Der Mandelbaum entstand nämlich aus dem Blut, das mit der Entmannung des zweigeschlechtlichen Wesens Agdistis zur Erde fiel bzw. aus dessen männlichem Geschlechtsorgan, das es sich selbst ausgerissen hatte, als dieses von Dionysos mit einem aus Haar geflochtenen Seil an einen Baum gebunden worden war. Nana fiel eine Frucht des rasch aufgewachsenen Baumes in den Schoß, welche sie darin barg, und sie wurde zur Strafe für dieses „ungebührliche Verhalten“ von ihrem Vater, dem Flussgott Sangarios, eingesperrt, um hungers zu sterben. Die Große Mutter Kybele – wie Agdistis nach der Entmannung nun auch bezeichnet wurde – versorgte sie jedoch mit Früchten und Götterspeise, bis sie Attis zur Welt brachte. Dieser wurde allerdings von Sangarios nach seiner Geburt ausgesetzt, von einem Ziegenbock mit Bocksmilch aufgezogen und wuchs zu einem wunderschönen Jüngling heran.
In diesen verliebte sich nun Agdistis/Kybele mit ganzer Leidenschaft. Als Attis die Tochter des Midas, des Königs von Pessinus, heiraten sollte, erschien Agdistis/Kybele bei der Hochzeit und trieb Attis in den Wahnsinn, so dass er sich selbst entmannte. Aus dem Blut, das dabei zu Boden tropfte, entstanden Veilchen. Attis selbst überlebte im Gegensatz zu Agdistis seine Entmannung nicht oder aber verwandelte sich in die immergrüne Pinie, unter der er diesen Akt mit dem Ruf „Dir, Agdistis!“ begangen hatte.
Als Kybele, von Gram und Reue erfüllt, ihre Trommel schlagend, durch Phrygien zog, folgte eine Hungersnot, woraufhin ein Orakel von den Phrygiern um Rat gefragt wurde. Diese mussten nun Attis bestatten und Kybele als ihre Gottheit annehmen, wobei als Priester Kybeles nur Eunuchen zugelassen waren, um das Gedenken an Attis zu wahren. Kybele soll Attis dann vom Tode wiedererweckt haben und gemeinsam mit ihm in ganz Phrygien verehrt worden sein.
Nach anderen Versionen konnte Zeus auf die Bitten Agdistis/Kybeles, den Jüngling wieder zum Leben zu erwecken, nur dafür sorgen, dass sein Körper nicht verweste, seine Haare immer weiter wuchsen und sein kleiner Finger beweglich blieb. Zum Sinn des Mythos s. Kybele.
Im römischen Totenkult wurde Attis zur Symbolisierung der Trauer um die Verstorbenen auf Grabsteinen abgebildet.
Catull gibt in seinem Gedicht 63 („Super alta vectus Attis celeri rate maria“) seine Version des Mythos.

## Fotogalerie

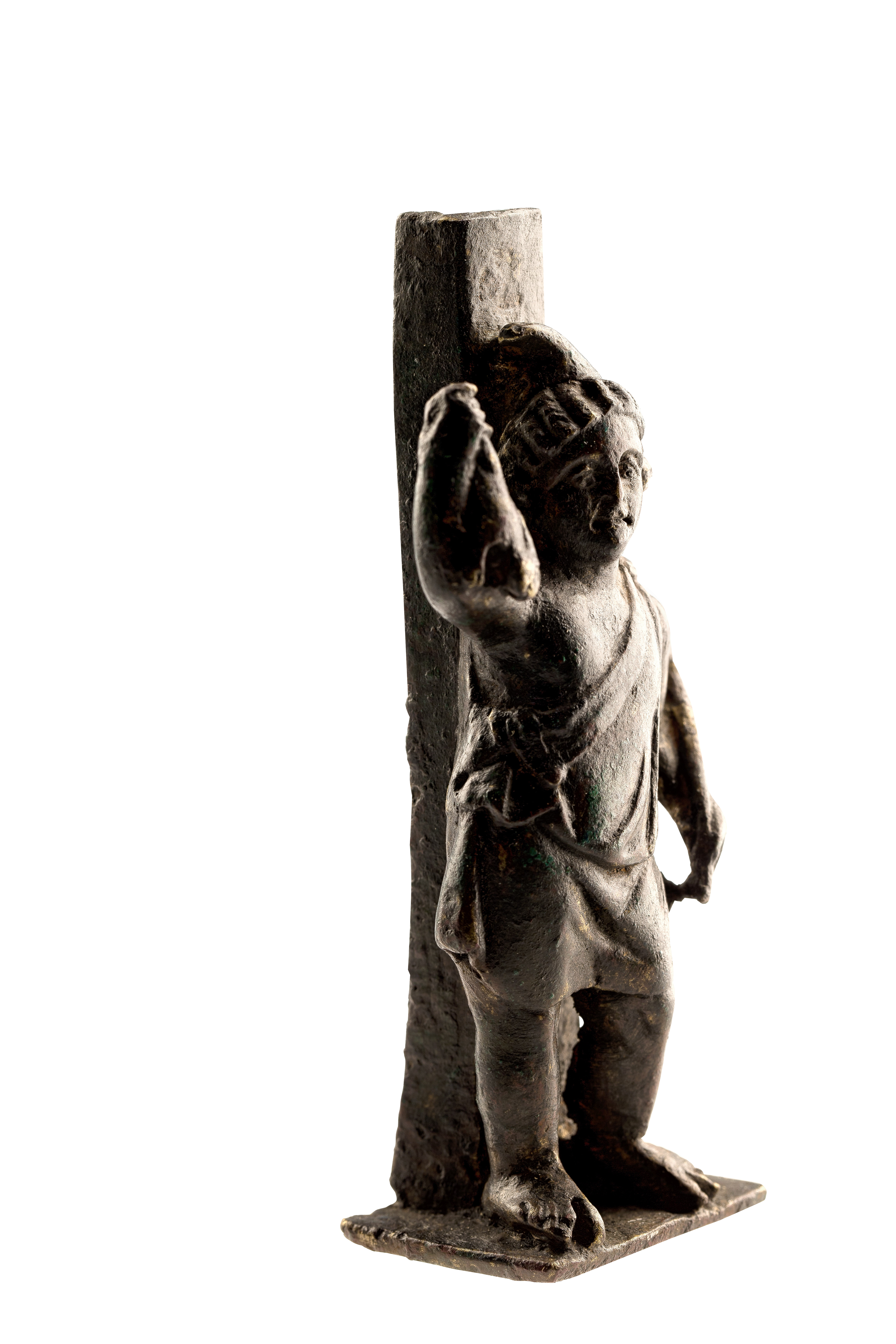
Bronzefigur Attis, gefunden in Tongeren (Belgien), Gallo-Römisches Museum (Tongeren)
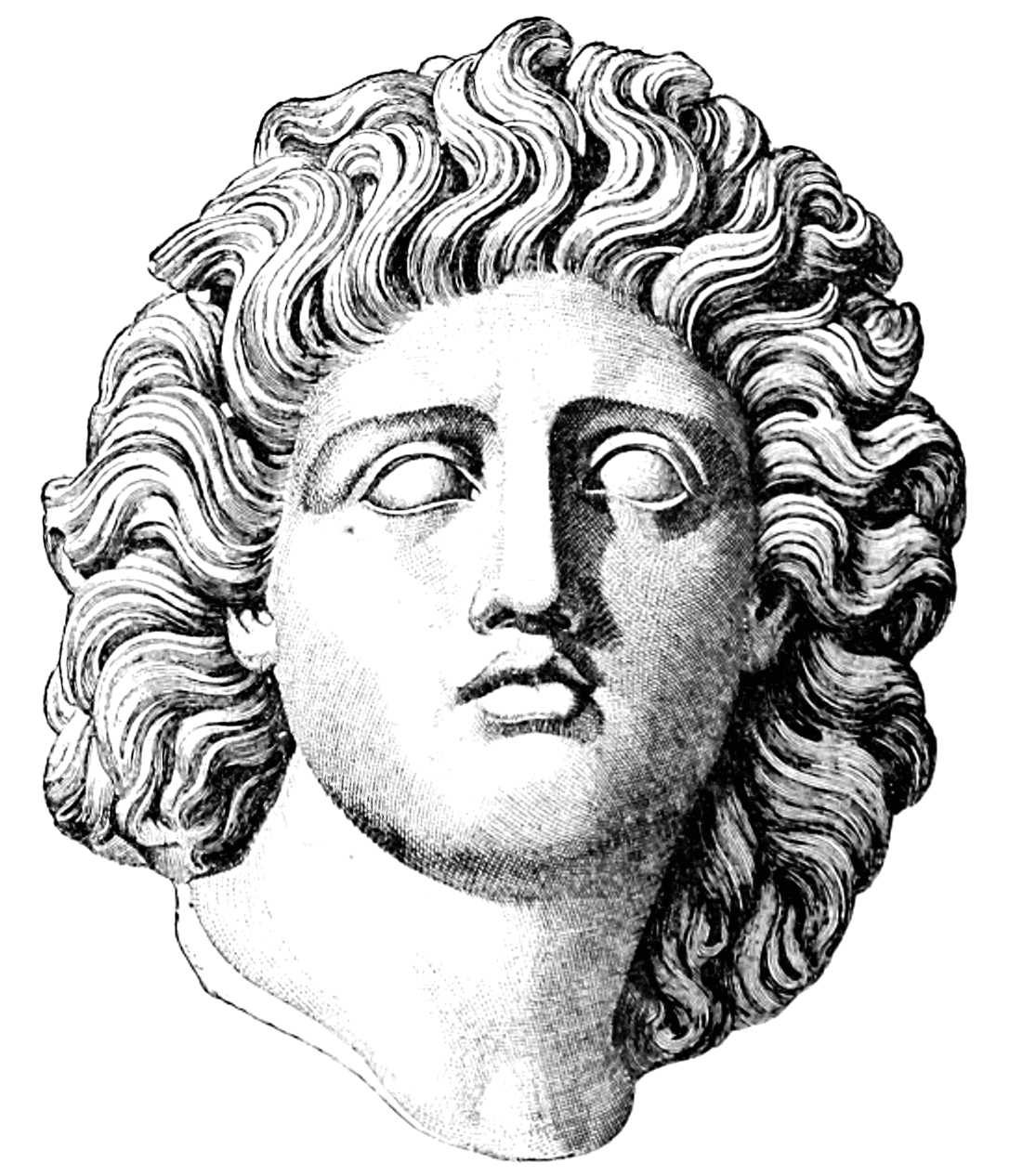
Attis mit wallendem Haupthaar als Sonnenjüngling.
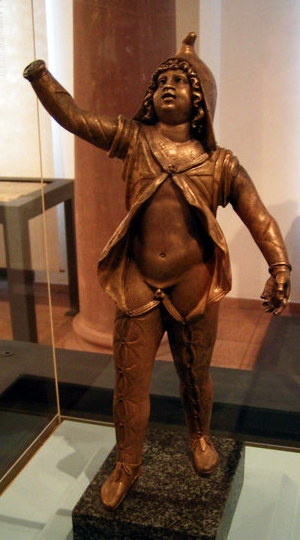
Attis tanzend, mit asiatisch geknüpftem Beingewand.
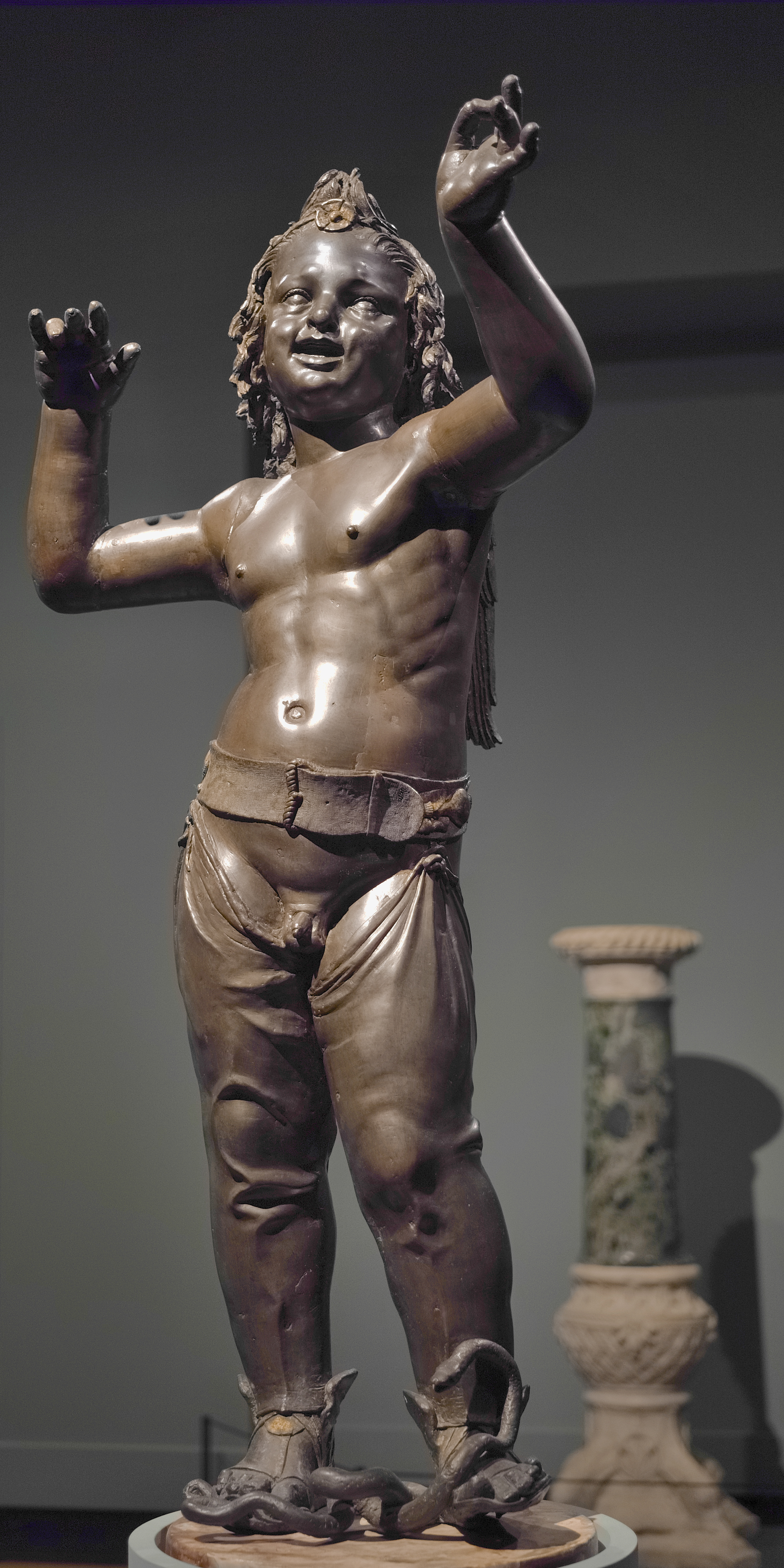
Der Amor-Attys von Donatello um 1440